# Aviv Shir-On

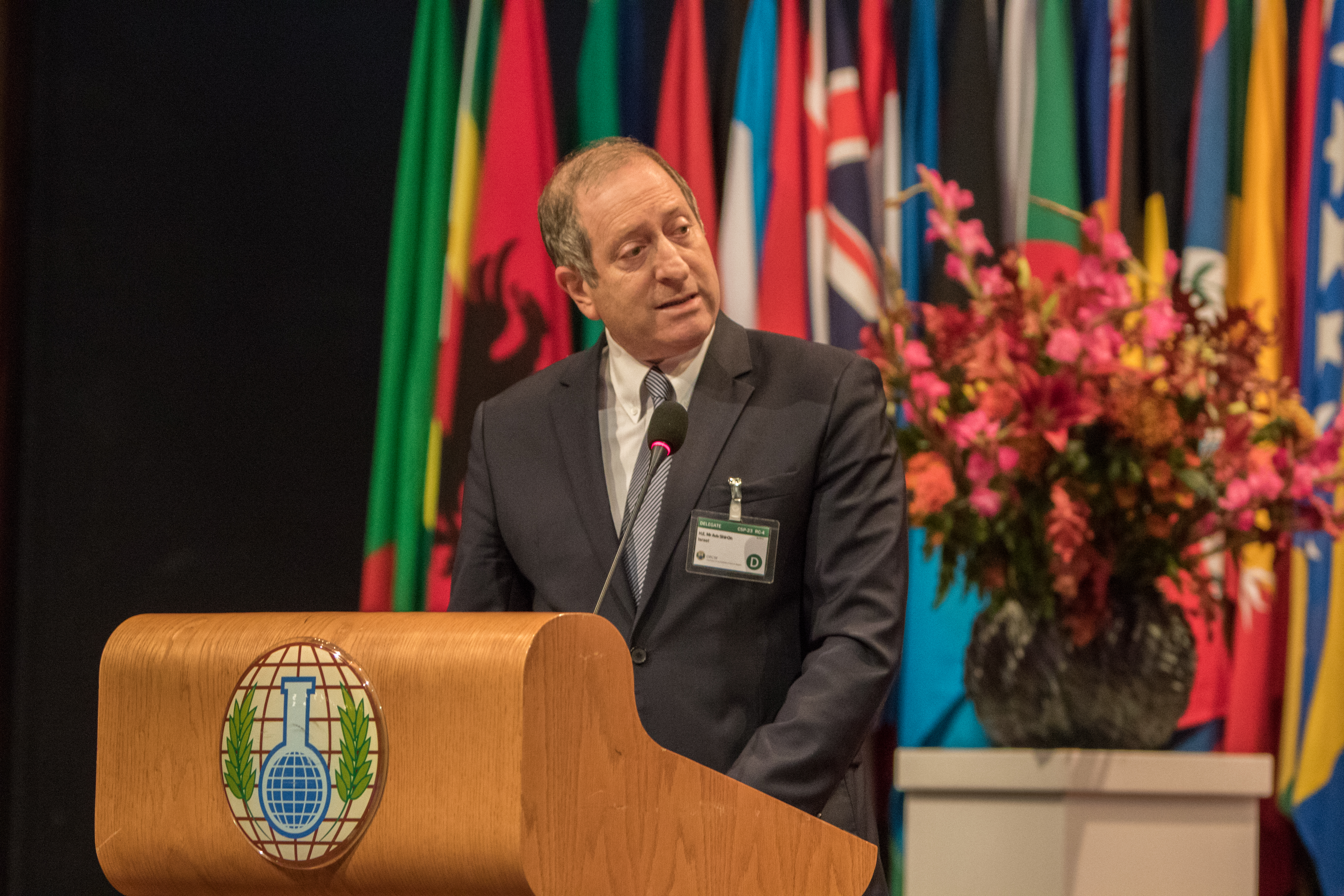
Aviv Shir-On (2018)

Aviv Aharon Shir-On (* 31. Oktober 1952 bei Tel Aviv) ist ein israelischer Diplomat.

## Leben
Aviv Shir-On wurde 1952 als Sohn einer deutschen Holocaust-Überlebenden geboren. Von 1971 bis 1974 leistete er seinen Militärdienst und kämpfte 1973 im Jom-Kippur-Krieg als Panzeroffizier auf den Golanhöhen, wo er verwundet wurde. Danach studierte er von 1974 bis 1978 Internationale Politik an der Hebräischen Universität Jerusalem.
Im Jahr 1978 trat Shir-On in den diplomatischen Dienst ein. Als Diplomat diente er in Washington, D.C. und Deutschland, wo er unter anderem von 1981 bis 1985 Erster Sekretär der Informationsabteilung an der israelischen Botschaft in Bonn war.
Von 2003 bis 2006 war Shir-On Botschafter in der Schweiz und Liechtenstein. Zuletzt arbeitete er als Stellvertretender Generaldirektor des Außenministeriums in Jerusalem im Bereich Medien und Öffentlichkeitsarbeit. Im Oktober 2009 löste Shir-On Dan Ashbel als israelischen Botschafter in Österreich ab. 2013 beendete er seine Tätigkeit als Botschafter in Wien. Seit 2016 ist er Botschafter für Israel in Den Haag, Niederlande.
Shir-On ist verheiratet und Vater dreier Kinder. Neben Englisch und Deutsch spricht er auch Französisch.